# Lamar (Caroline du Sud)
Pour les articles homonymes, voir Lamar.
Lamar est une ville du comté de Darlington, dans l'État de Caroline du Sud.
Sa population était de 989 habitants en 2010.

## Démographie
| 1900 | 1910 | 1920 | 1930 | 1940 | 1950 |
| ---- | ---- | ---- | ---- | ---- | ---- |
| 220  | 592  | 784  | 915  | 921  | 958  |

| 1960  | 1970  | 1980  | 1990  | 2000  | 2010 |
| ----- | ----- | ----- | ----- | ----- | ---- |
| 1 121 | 1 250 | 1 333 | 1 125 | 1 015 | 989  |